# ジャスティン・バーレル
ジャスティン・バーレル（Justin Burrell、1988年4月18日 - ）は、アメリカ合衆国出身の男子バスケットボール選手。ポジションはフォワード。B.LEAGUEのライジングゼファーフクオカ所属。
2011年にbjリーグの横浜ビー・コルセアーズと選手契約を結びプロ選手となる。プロ初年度の2011-12シーズンに、レギュラーシーズンMVPを受賞した。

## 経歴
ニューヨーク州出身。セント・ジョンズ大学を卒業後、2011年にbjリーグの新規参入チーム、横浜ビー・コルセアーズと契約。背番号は24番。2012年1月6日・7日開催の埼玉ブロンコス戦での活躍で週間MVPを受賞。同年4月には月間平均18.5得点、10リバウンドの活躍で月間MVPを受賞。bjリーグ2011-12レギュラーシーズン全52試合にスターターで出場して1試合平均18.7得点、9.9リバウンドをマーク。チームのプレイオフ進出に大きく貢献してレギュラーシーズンMVPとベスト5を受賞した。
2011-12シーズン終了と共にNBAに挑戦するため横浜を退団し、サマーリーグに参加したものの契約を勝ち取ることはできず、フランス・LNBプロB（2部相当）のシャンパーニュ＝シャロン・ランス・バスケットと契約。1試合平均12.7点、7.3リバウンド、フィールドゴール成功率62％を記録し、チームの準優勝に貢献した。
2013-14シーズンはイタリアのメンズ・サーナ・バスケットとの契約が合意に達していたものの、チームの外国人枠の問題で破談となり、フランスLNBプロAのショレ・バスケットと契約した。
2014-15シーズンは千葉ジェッツに移籍。横浜ビー・コルセアーズ時代に続き、再び日本においてレジー・ゲーリーHCの指揮するチームに所属することとなった。
2015-16シーズンは三菱電機ダイヤモンドドルフィンズ名古屋に移籍。三度日本においてレジー・ゲーリーHCの指揮するチームに所属することとなった。
2021年、仙台89ERSに移籍。

## エピソード・人物・トリヴィア
- 横浜に在籍していた2011年11月と12月の2度、ダンクシュートでゴールを破壊した。以降横浜の試合ではコート脇に予備のゴールが用意されることとなった[3]。
- 料理を趣味としており、プロとしてのキャリアを日本で始めることに決めたきっかけの1つに、日本料理を学びたいという思いもあった[6]。

## 成績
| シーズン    | チーム   | GP | GS | MPG  | FG%  | 3P%  | FT%  | RPG  | APG | SPG | BPG | TO  | PPG  |
| ----------- | -------- | -- | -- | ---- | ---- | ---- | ---- | ---- | --- | --- | --- | --- | ---- |
| NBL 2014-15 | 千葉     | 54 | 38 | 26.8 | .539 | .250 | .650 | 8.1  | 1.4 | 0.3 | 0.5 | 2.2 | 15.5 |
| NBL 2015-16 | 三菱電機 | 53 | 48 | 31.9 | .528 | .267 | .642 | 9.3  | 2.1 | 0.6 | 0.8 | 2.1 | 17.0 |
| B1 2016-17  | 名古屋   | 45 | 45 | 27.6 | .540 | .333 | .731 | 8.4  | 1.9 | 0.4 | 1.0 | 1.9 | 16.8 |
| B1 2017-18  | 名古屋   | 56 | 50 | 22.5 | .607 | .222 | .771 | 7.5  | 2.4 | 0.4 | 0.5 | 1.6 | 14.8 |
| B1 2018-19  | 名古屋   | 28 | 28 | 33.1 | .537 | .405 | .629 | 10.5 | 3.8 | 0.6 | 0.4 | 1.8 | 16.0 |